# Albshausen (Solms)
Albshausen ist ein Stadtteil der Stadt Solms im mittelhessischen Lahn-Dill-Kreis.

## Geografische Lage
Albshausen liegt an einem südlichen Talhang der Lahn. Im Norden begrenzt die Lahn den Ort und im Süden die bewaldeten Bergrücken des Hintertaunus. Östlich grenzt der Wetzlarer Stadtteil Steindorf an Albshausen. Höchster Punkt ist der Johannisberg mit 239 Metern (über NN).

## Geschichte

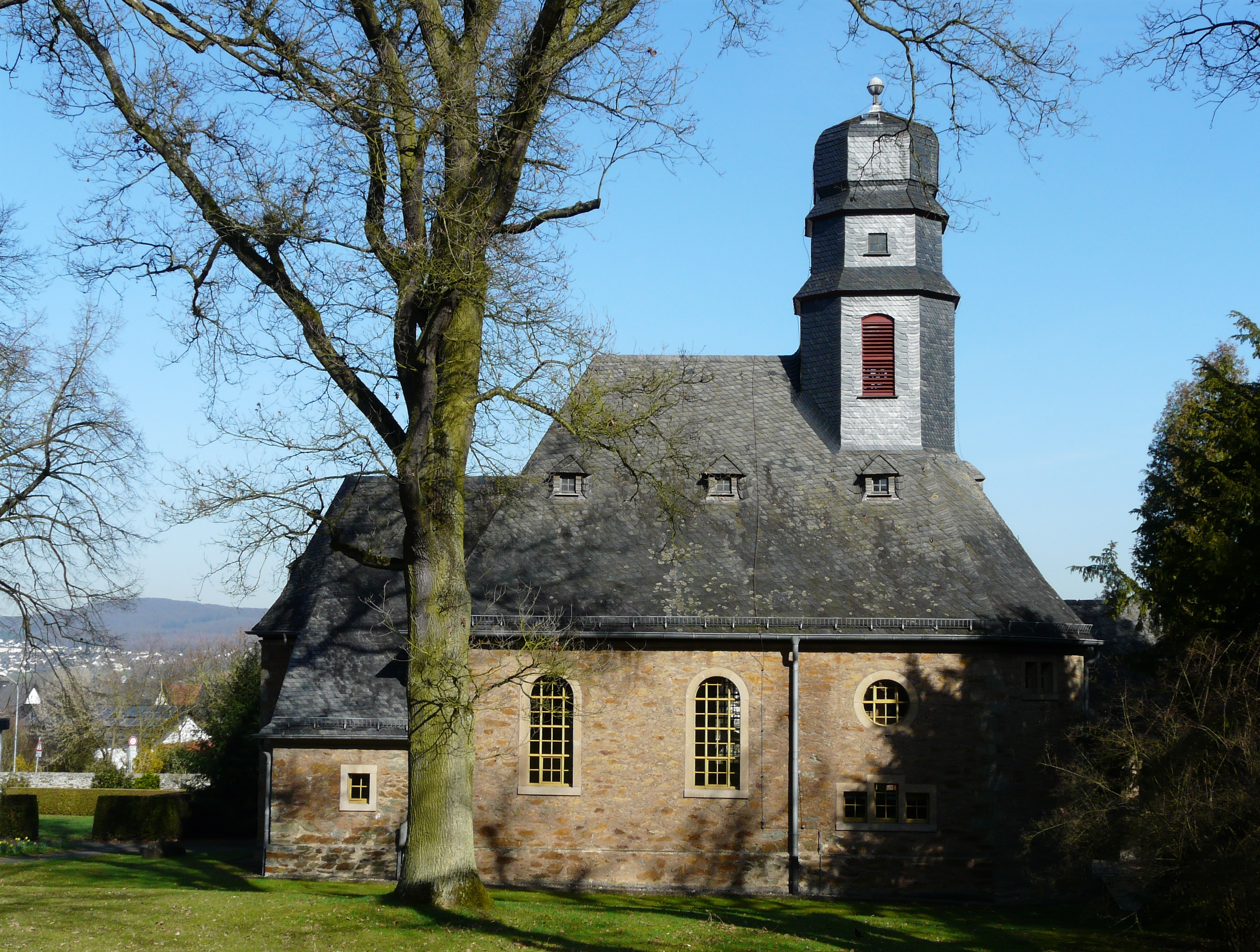
Evangelische Dorfkirche

Die Ortschaft wird um das Jahr 800 erstmals im Lorscher Codex als Alboldeshusen urkundlich erwähnt, gelegen in der Wanendorfer Mark, dem Gebiet um die Lahn zwischen Wetzlar und Solms. Im Ort gab es nachweislich Besitztümer des Klosters Altenberg, des Marienstifts zu Wetzlar, der Grafen von Solms und des Weilburger Stifts.
Beeinflusst wurde die Entwicklung von Albshausen durch den Bau der Landstraße von Burgsolms nach Wetzlar im Jahr 1781 und der Eröffnung der Lahntalbahn 1863, die seitdem zusammen mit dem Bahnhof die nördliche Bebauungsgrenze markierte. Ein wirtschaftlicher Faktor war der Erzabbau in den Gruben um das Dorf. Der Bahnhof von Albshausen war zudem Umschlagplatz für die Rohstoffe der benachbarten Dörfer. Die Evangelische Kirche wurde 1930 im Stil des barockisierenden Historismus fertiggestellt.
Nach 1945 wurden die Einwohnerentwicklung der Ortschaft durch die Zuzüge von Flüchtlingen und Heimatvertriebenen beeinflusst, durch die zahlreiche Siedlungen entstanden.

### Gebietsreform
Im Zuge der Gebietsreform in Hessen fusionierten die bis dahin eigenständigen Gemeinden Albshausen und Oberbiel freiwillig zur neuen Gemeinde Bielhausen.
Am 1. Januar 1977 folgte kraft Landesgesetz der Zusammenschluss mit Niederbiel und Solms zur neugeschaffenen Großgemeinde Solms.
Ortsbezirke nach der Hessischen Gemeindeordnung wurden nicht errichtet.

### Verwaltungsgeschichte im Überblick
Die folgende Liste zeigt die Staaten und Verwaltungseinheiten, denen Albshausen angehört(e):
- vor 1806: Heiliges Römisches Reich, Fürstentum Solms-Braunfels, Anteil der Grafschaft Solms, Amt Greifenstein
- ab 1806: Herzogtum Nassau,[Anm. 2] Amt Greifenstein
- ab 1816: Königreich Preußen,[Anm. 3] Provinz Großherzogtum Niederrhein, Regierungsbezirk Koblenz, Kreis Braunfels[Anm. 4]
- ab 1822: Königreich Preußen, Rheinprovinz, Regierungsbezirk Koblenz, Kreis Wetzlar[Anm. 5]
- ab 1866: Norddeutscher Bund,[Anm. 6] Königreich Preußen, Rheinprovinz, Regierungsbezirk Koblenz, Kreis Wetzlar
- ab 1871: Deutsches Reich, Königreich Preußen, Rheinprovinz, Regierungsbezirk Koblenz, Kreis Wetzlar
- ab 1918: Deutsches Reich (Weimarer Republik), Freistaat Preußen, Rheinprovinz, Regierungsbezirk Koblenz, Kreis Wetzlar
- ab 1932: Deutsches Reich, Freistaat Preußen, Provinz Hessen-Nassau, Regierungsbezirk Wiesbaden, Kreis Wetzlar
- ab 1944: Deutsches Reich, Freistaat Preußen, Provinz Nassau, Kreis Wetzlar
- ab 1945: Amerikanische Besatzungszone,[Anm. 7] Groß-Hessen, Regierungsbezirk Wiesbaden, Kreis Wetzlar
- ab 1949: Bundesrepublik Deutschland, Land Hessen (seit 1946), Regierungsbezirk Wiesbaden, Kreis Wetzlar
- ab 1968: Bundesrepublik Deutschland, Land Hessen, Regierungsbezirk Darmstadt, Kreis Wetzlar
- ab 1971: Bundesrepublik Deutschland, Land Hessen, Regierungsbezirk Darmstadt, Kreis Wetzlar, Gemeinde Bielhausen[Anm. 8]
- ab 1977: Bundesrepublik Deutschland, Land Hessen, Regierungsbezirk Darmstadt, Lahn-Dill-Kreis, Gemeinde Solms[Anm. 9]
- ab 1981: Bundesrepublik Deutschland, Land Hessen, Regierungsbezirk Gießen, Lahn-Dill-Kreis, Gemeinde Solms

### Bevölkerung

#### Einwohnerentwicklung
| Albshausen: Einwohnerzahlen von 1834 bis 2018 | Albshausen: Einwohnerzahlen von 1834 bis 2018 | Albshausen: Einwohnerzahlen von 1834 bis 2018 | Albshausen: Einwohnerzahlen von 1834 bis 2018 | Albshausen: Einwohnerzahlen von 1834 bis 2018 |
| --- | --------------------------------------------- | --------------------------------------------- | --------------------------------------------- | --------------------------------------------- |
| Jahr |                                               |                                               |                                               | Einwohner                                     |
| 1834 | 1834                                          |                                               | 144                                           | 144                                           |
| 1840 | 1840                                          |                                               | 149                                           | 149                                           |
| 1846 | 1846                                          |                                               | 185                                           | 185                                           |
| 1852 | 1852                                          |                                               | 181                                           | 181                                           |
| 1858 | 1858                                          |                                               | 204                                           | 204                                           |
| 1864 | 1864                                          |                                               | 245                                           | 245                                           |
| 1871 | 1871                                          |                                               | 256                                           | 256                                           |
| 1875 | 1875                                          |                                               | 250                                           | 250                                           |
| 1885 | 1885                                          |                                               | 317                                           | 317                                           |
| 1895 | 1895                                          |                                               | 387                                           | 387                                           |
| 1905 | 1905                                          |                                               | 379                                           | 379                                           |
| 1910 | 1910                                          |                                               | 441                                           | 441                                           |
| 1925 | 1925                                          |                                               | 561                                           | 561                                           |
| 1939 | 1939                                          |                                               | 666                                           | 666                                           |
| 1946 | 1946                                          |                                               | 721                                           | 721                                           |
| 1950 | 1950                                          |                                               | 814                                           | 814                                           |
| 1956 | 1956                                          |                                               | 830                                           | 830                                           |
| 1961 | 1961                                          |                                               | 984                                           | 984                                           |
| 1967 | 1967                                          |                                               | 1.427                                         | 1.427                                         |
| 1970 | 1970                                          |                                               | 1.565                                         | 1.565                                         |
| 1980 | 1980                                          |                                               | ?                                             | ?                                             |
| 1987 | 1987                                          |                                               | 1.820                                         | 1.820                                         |
| 2000 | 2000                                          |                                               | ?                                             | ?                                             |
| 2011 | 2011                                          |                                               | 1.923                                         | 1.923                                         |
| 2013 | 2013                                          |                                               | 1.992                                         | 1.992                                         |
| 2015 | 2015                                          |                                               | 2.024                                         | 2.024                                         |
| 2018 | 2018                                          |                                               | 2.029                                         | 2.029                                         |
| Datenquelle: Historisches Gemeindeverzeichnis für Hessen: Die Bevölkerung der Gemeinden 1834 bis 1967. Wiesbaden: Hessisches Statistisches Landesamt, 1968. Weitere Quellen: ; Zensus 2011; Stadt Solms:2013:, (2015, 2018 mit Nebenwohnsitzen) |                                               |                                               |                                               |                                               |

#### Religionszugehörigkeit
Quelle: Historisches Ortslexikon
| • 1834: | 114 evangelische (= 100 %) Einwohner                                |
| • 1961: | 753 evangelische (= 76,52 %), 213 katholische (= 21,65 %) Einwohner |

## Wappen
Das Wappen wurde am 31. Oktober 1969 durch das Hessische Innenministerium genehmigt.
Blasonierung: „Auf schwarzem Boden ein silberner Hammer und Schlägel, darüber in Silber ein grüner Eichenzweig mit drei Blättern und zwei Eicheln.“
Das Wappen wurde vom Heraldiker Heinz Ritt gestaltet.

## Kultur und Sehenswürdigkeiten

### Kulturdenkmäler
siehe Liste der Kulturdenkmäler in Albshausen

### Naturdenkmäler
- Rieseneiche mit einem Brusthöhenumfang von 8,15 m (2014).[12]

## Verkehr

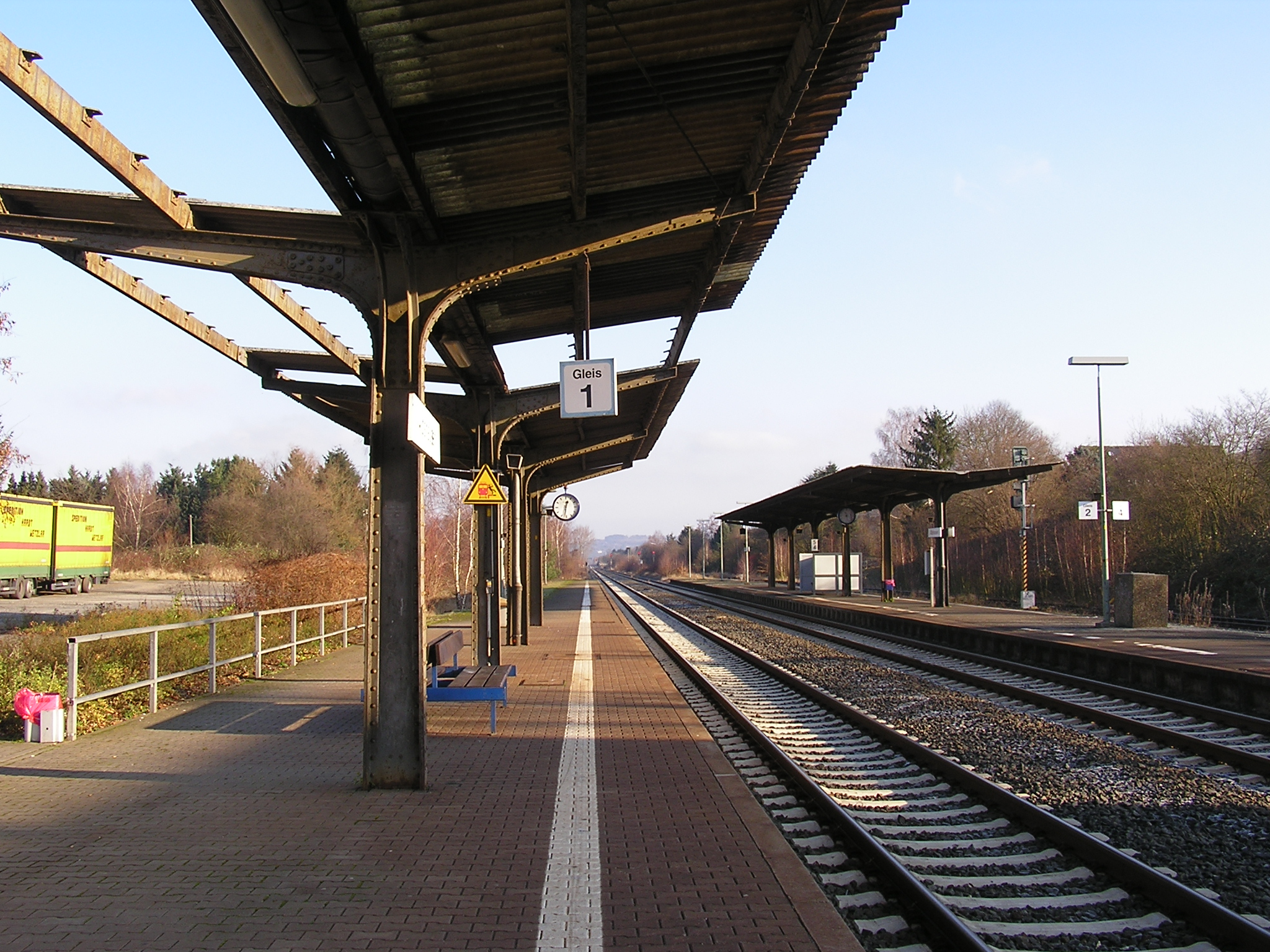
Bahnhof Albshausen

### Straßen
In Ost-West-Richtung verläuft die L 3451 von Wetzlar kommend über Albshausen nach Oberndorf. In Albshausen mündet die K 828, die bei Burgsolms von der L 3283 abzweigt auf der L 3451. Es werden 2 Bushaltestellen in der Mitte des Dorfes bedient, die Verbindungen Richtung Wetzlar und Burgsolms anbieten.

### Bahnhof Albshausen
Der Ort besitzt mit dem Bahnhof Albshausen (50° 32′ 45″ N, 8° 26′ 8,5″ O) einen Anschluss an den 1863 eröffneten Abschnitt der Lahntalbahn. Er diente als Umschlagplatz für die Rohstoffe der umliegenden Gruben und Tagebaue. Von 1912 bis 1988 endete außerdem die Bahnstrecke Friedrichsdorf–Albshausen im Bahnhof.